# Tomoko Tajima
Tomoko Tajima (jap. 田島　外茂子, Tajima Tomoko; * um 1935) ist eine japanische Badmintonspielerin. 

## Karriere
Tomoko Tajima gewann 1957 ihren ersten beiden nationalen Titel in Japan, wobei sie sowohl im Dameneinzel, als auch im Damendoppel mit Kyoko Miyakawa erfolgreich war. Weitere Titelgewinne im Dameneinzel folgten 1958 und 1959. 

## Sportliche Erfolge
| Saison | Veranstaltung                | Disziplin   | Platz | Name                           |
| ------ | ---------------------------- | ----------- | ----- | ------------------------------ |
| 1957   | Japan: Einzelmeisterschaften | Dameneinzel | 1     | Tomoko Tajima                  |
| 1957   | Japan: Einzelmeisterschaften | Damendoppel | 1     | Tomoko Tajima / Kyoko Miyakawa |
| 1958   | Japan: Einzelmeisterschaften | Dameneinzel | 1     | Tomoko Tajima                  |
| 1959   | Japan: Einzelmeisterschaften | Dameneinzel | 1     | Tomoko Tajima                  |

## Referenzen
- Japanische Badmintonmeisterschaften 1947–2004 (Memento vom 28. August 2007 im Internet Archive)
- Annual Handbook of the International Badminton Federation, London, 29. Auflage 1971, S. 222–223

| Personendaten    | Personendaten                 |
| ---------------- | ----------------------------- |
| NAME             | Tajima, Tomoko                |
| ALTERNATIVNAMEN  | 田島 外茂子 (japanisch)       |
| KURZBESCHREIBUNG | japanische Badmintonspielerin |
| GEBURTSDATUM     | um 1935                       |